# Такаяма Акі
Такаяма Акі (12 березня 1970) — японська синхронна плавчиня.
Призерка Олімпійських Ігор 1992 року.
Призерка Чемпіонату світу з водних видів спорту 1991 року.